# Palacio Stoclet
El palacio Stoclet (en francés: Palais Stoclet; en neerlandés: Stocletpaleis) es una mansión particular construida por el arquitecto Josef Hoffmann entre 1905 y 1911 en Bruselas (Bélgica) para el banquero y aficionado al arte Adolphe Stoclet. Considerado la obra maestra de Hoffman, la casa de Stoclet es una de las casas particulares más refinadas y lujosas del siglo XX.
Fue construida en la Avenue de Tervueren/Tervurenlaan de Bruselas, en el municipio de Woluwe-Saint-Pierre, por el Wiener Werkstätte o Taller Vienés. Aunque la fachada recubierta de mármol está radicalmente simplificada y mira al racionalismo, contiene obras encargadas a Gustav Klimt en el comedor, cuatro figuras de cobre en lo alto obra del escultor Franz Metzner, y otras artesanías en el interior y exterior del edificio. Esta integración de arquitectos, artistas y artesanos hacen de él un ejemplo del Gesamtkunstwerk, una de las características que definen el Jugendstil.
La mansión ya no está ocupada por la familia Stoclet, desde la muerte de la baronesa Anny Stoclet en junio de 2002. Por lo tanto no está abierta a los visitantes. El palacio fue declarado Patrimonio de la Humanidad por la Unesco en junio de 2009.

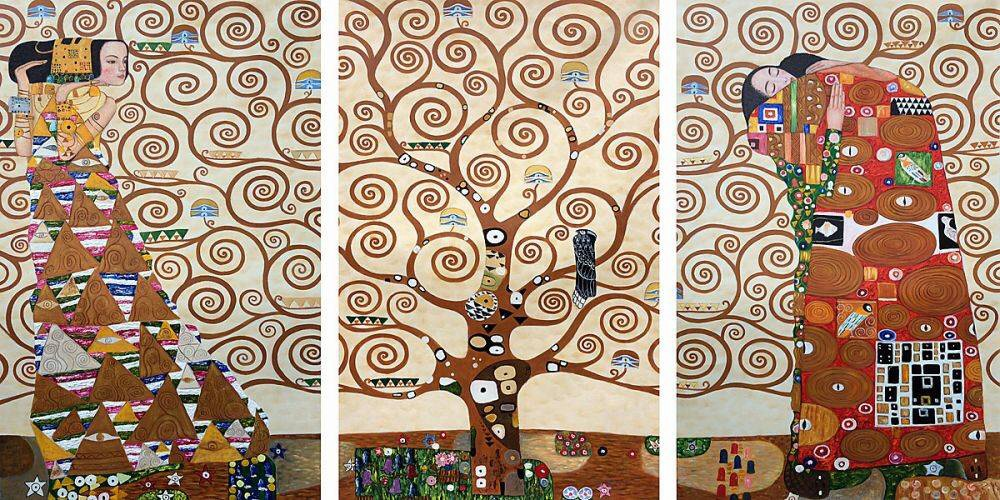
Detalle de los mosaicos de Gustav Klimt del interior del palacio.